# Afro-britânicos
Negro britânico ou Black British é um termo que tem tido diferentes significados e usos como um rótulo racial e político. Historicamente tem sido utilizado para se referir a qualquer britânico não-branco nacional. O termo foi usado pela primeira vez no final do Império Britânico, quando várias colónias principais ganharam a independência formalmente e, assim, criou uma nova forma de identidade nacional. O termo foi naquela época (1950) utilizado principalmente para descrever aqueles das ex-colónias da África, e no Caribe, ou seja, a New Commonwealth. Em algumas circunstâncias, a palavra "negro" ainda significa todas as minorias étnicas.